# ムツ
ムツ（鯥、鱫、学名 Scombrops boops） は、スズキ目・ムツ科に分類される魚の一種である。肉食性の大型深海魚で、食用に漁獲される。
漁獲された際は同属のクロムツ S. gilberti との違いは鱗など判明しづらく、混同されることがある。しかし、ムツとクロムツは同じ科の魚で、外にも和名に「ムツ」とつく魚は多い（後述）。
「平成１９年７月　水産庁　魚介類の名称のガイドラインについて」で、ギンムツのムツという表現を禁止している。他のムツについての記載はない。

## 特徴
成魚は全長60cmほどだが、1mを超えるものもいる。体は紡錘形の体型で、目と口が大きく発達する。吻は前方に尖り、下顎が上顎より前に出て、顎には鋭い犬歯状の歯が並ぶ。幼魚の体色は赤褐色-黄褐色だが、成魚は全体的に紫黒色となり、腹側が銀灰色を帯びる。また、幼魚の口の中は白いが、成魚の口の中は黒い。
インド太平洋とアフリカ南部沿岸の大西洋に分布し、日本でも北海道以南で見られる。成魚は沿岸から沖合いまでの水深200-700mほどの深海の岩礁域に生息し、海山や大陸棚斜面などの傾斜地に多い。食性は肉食性で、小魚・頭足類・甲殻類など小動物を幅広く捕食する。
日本での産卵期は生息域の水温が上昇する10-3月で、この頃には成魚が水深100m付近の浅場まで移動する。分離浮性卵を産卵し、孵化した仔魚は流れ藻につく。稚魚は海岸部の岩礁や内湾の藻場で見られ、タイドプールに入ることもあるが、成長につれ深場に移る。生後3年・全長40cmほどで性成熟する。

## 日本における地方名
ロクノウオ（仙台）、ムツメ（神奈川）、オキムツ、カラズ（富山）、モツ（高知）、クジラトオシ（福岡）、メバリ（長崎）、ムツゴロウ（鹿児島）、クルマチ（沖縄）、アカムツ（幼魚）、キンムツ、ツノクチなど、地方名は数多い。
仙台での地方名「ロクノウオ」は、領主の陸奥守（仙台藩）に遠慮し、「ムツ」を「6」に置き換えて呼ぶようになったと伝えられる。

## 日本での利用
釣りや深海底引き網などで漁獲される。大型魚で引きも強いため、深海釣りの対象として人気がある。釣り場が重複するメバル類などを釣る際に、鋭い歯でハリスを切られることもある。
繁殖を控えて浅場に移る冬が旬とされ、この時期は「寒ムツ」と呼ばれる。身は脂肪が多い白身で、脂が多い様を表す「むつっこい」「むっちり」などの言葉が転じて「ムツ」という名前がついたともいわれる。刺身、煮付け、鍋料理、味噌漬けなどに利用される。また、卵巣はムツゴといい、たらこに似た味で珍重される。
食料として見た場合、クロムツの体内に含まれる微量の水銀に注意する必要がある。
厚生労働省は、クロムツを妊婦が摂食量を注意すべき魚介類の一つとして挙げており、2005年11月2日の発表では、1回に食べる量を約80gとした場合、クロムツの摂食は週に2回まで（1週間当たり160g程度）を目安としている。ただし、EPA, DHA, タウリン, アスタキサンチンといった抗酸化作用　予防物質を含んでおり、栄養士・医師などに相談しながら適切な量を取る事も促している。

## 近縁種

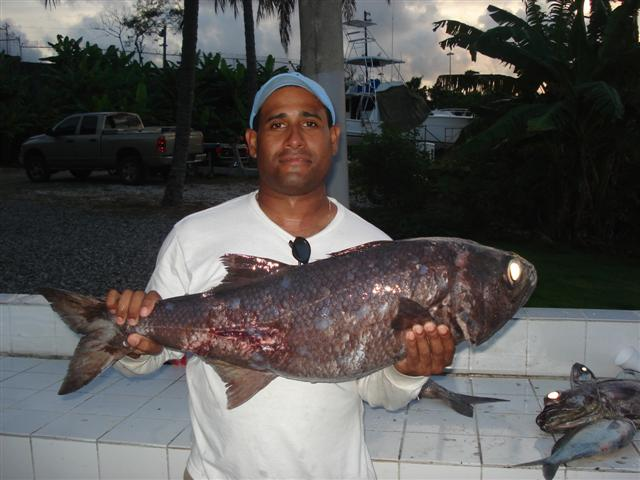
S. oculatus

ムツ科は全世界でも1属・3種（4種とも）が知られるのみである。
クロムツ Scombrops gilberti (Jordan et Snyder,1901)
全長1mほど。和名はムツよりも体色が黒っぽいことに由来し、「カラス」という地方名もある。他にも上顎の歯の数が少ないこと（ムツ13-15・クロムツ9-12）、鱗が細かいこと（側線鱗数ムツ50-56・クロムツ60-68）でも区別できる。北海道南部から本州中部までに分布し、ムツよりも北に偏った分布を示す。また、産卵期は3-5月でムツより遅い。成魚はムツと同様に水深200-500mほどの深海に生息し、漁法や用途もムツと同様である。
S. oculatus (Poey, 1860)
全長1mほど。大西洋西部に分布する。